# 潮見峠越え
潮見峠越え（しおみとうげごえ、塩見峠越え、塩見坂越えとも）は、熊野三山（熊野本宮大社、熊野速玉大社、熊野那智大社）への参詣道、熊野古道中辺路の派生ルートのひとつ。万呂王子付近で中世の参詣道のルートと別れ、潮見峠を越えて富田川沿いの栗栖川に下り、高原で中世以来の参詣道に合流する。潮見峠の田辺側入り口である長尾坂とともに国の史跡「熊野参詣道」の一部（2015年〈平成27年〉10月7日、追加指定）。

## 歴史

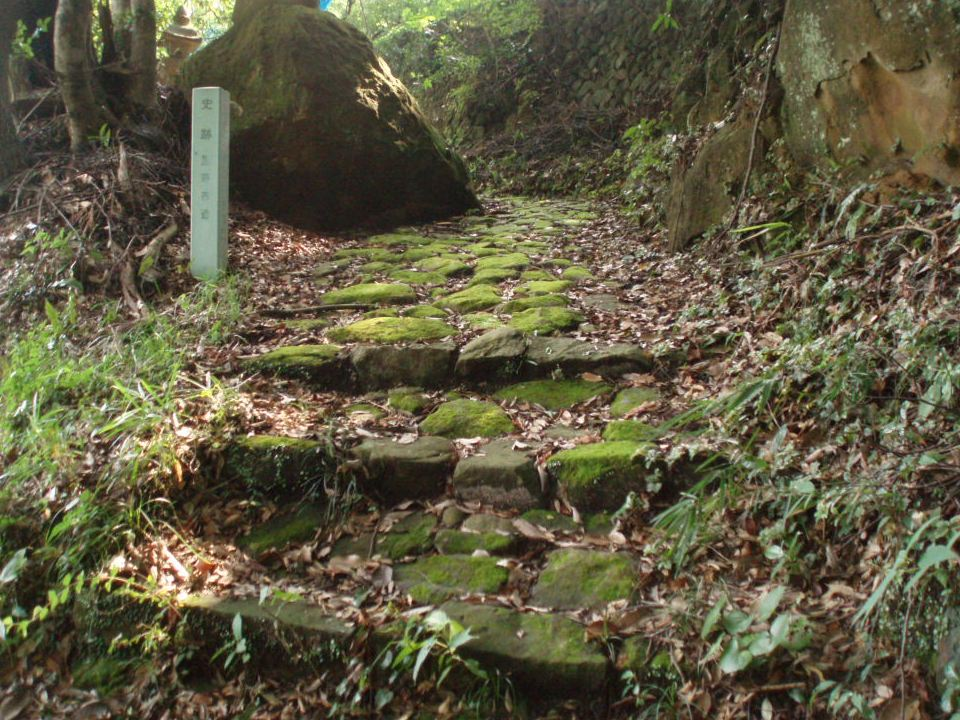
潮見峠の石畳

熊野古道中辺路は摂津国の窪津を起点とし、紀伊半島西部を南下して紀伊田辺より東に方向を転じ、大塔山地北縁をたどって熊野本宮大社に向かう。中辺路は古くから知られた参詣道だが、決して容易な道ではなく、難所として知られる箇所がいくつもあった。潮見峠越えもそうした難所のひとつ、稲葉根王子付近からの富田川河谷を迂回するために開かれたルートである。

### 開創
稲葉根王子付近からの富田川河谷をゆくルートは川の浅瀬をたどりながら滝尻へ向かうもので、たとえば『中右記』天仁2年（1109年）10月22日条には浅瀬を19度も渡った とあるほか、承元4年（1210年）の修明門院参詣記には、洪水により9人が流されて死んだとの一件を鮎川王子で聞いたと記されている。洪水などの増水時は危険であるだけでなく、女院の熊野詣の折などは白布を2反結び合わせた結び目に女院がつかまり、布の両端を殿上人が持って渡すようなことも行われていた。そのような不安定で厳しいルートであるにもかかわらず、富田川河谷のルートが通行されていたのは、中世熊野詣の先達をつとめた園城寺・聖護院系の修験者の影響 によるものであり、抖擻（とそう）と呼ばれる修験道における修行の形態を俗人による熊野詣に適用したためである。すなわち、険しい山道を歩いて難行苦行の功を積み、海や川の水辺で水を浴びて身を清める垢離取りの作法を重ねることは、現世の欲望や迷いを離れ、悪業煩悩を洗い清めることであり、そのように苦行を重ねることが滅罪と悟りへの道となると先達をつとめる修験者たちは説いたのである。それゆえ、熊野へ至る苦難に満ちた道をたどることは、何日もかけて熊野へ詣でる旅の目的そのものであったのであり、中辺路において困難なルートがしばしば選択されているのはこの理由によるのである。
しかしながら、困難な道をたどる事それ自体に信仰上の意義を見出すという熊野詣における信仰のありかたは、園城寺・聖護院系の修験者の影響が薄れるとともに失われてゆき、困難なルートはより安全で距離の短いルートに付け替えられてゆくようになる。また、東国の武士の熊野詣や、庶民の西国三十三所が増え たことも、先達の助けをかならずしも必要としないルートを拓かせたのであろう。潮見峠越えもまたそうした例の一つなのである。

### 室町時代
潮見峠越えの史料上の初出は室町時代初期の応永16年（1409年）付の足利義持御教書で、小松原（御坊市）・山東（和歌山市）・近露（田辺市中辺路町）とならんで「塩見坂」の名を挙げ、これらの場所に関所を設けて熊野詣の妨げとなることを停止するよう紀伊国守護に命じたものである。また、『国阿上人絵伝』の詞書には田辺から本宮までの間にある難所の名を挙げるなかに「塩見坂」の名で潮見峠が挙げられている。これらから、南北朝時代から室町時代初期にかけての時期までには潮見峠越えがすでに開削され、相当の往来があったことがわかる。ただし、室町時代は古くからの富田川河谷のルートと潮見峠越えがいぜん並存したと見られ、室町時代の代表的な熊野参詣記である『熊野詣日記』（応永34年〈1427年〉）では、先達であった著者の実意が園城寺系統の修験者であったこともあって富田川河谷のルートが取られている。こうした例からも、潮見峠越えに一本化されるのは江戸時代以降のことと考えられている。

### 近世以降
戦国時代には全国的な戦乱で熊野詣の往来は途絶えた。秀吉の紀州攻めでは、潮見峠は秀吉の侵攻軍と在地勢力の軍勢との合戦の場となった。世情が安定した近世以降では、まず伊勢に詣で、その後に西国三十三所や高野山、畿内近国の名所旧跡をめぐる廻国巡礼がかつての熊野参詣道を賑わせ、潮見峠を越えて紀伊田辺に向かった。前述のように、近世の潮見峠越えは幹線として機能していたため、17世紀初めに 紀州藩による一里塚設置が行われた。
明治時代に入って社寺参拝の風が薄れてからも人通りは続いた。明治20年代には、富田川沿いに荷車を通せるよう工事が行われたが、大正末期までは徒歩の旅人は潮見峠越えを含めて近世の熊野参詣道とほぼ同じ道を通行し続けていた。その後、1913年（明治43年）に田辺・本宮間の県道が朝来経由に変更され、1926年（大正15年）から1927年（昭和2年）までかかって紀伊田辺から栗栖川まで自動車が通行できるようになり、さらに1930年（昭和5年）までに本宮まで乗合自動車が定期運行するようになる とともに交通機関の発達から取り残され、しだいにさびれていった。第二次大戦後にはもっぱらハイキングコースとなり、地元自治体により整備が行われている。

## 潮見峠越え

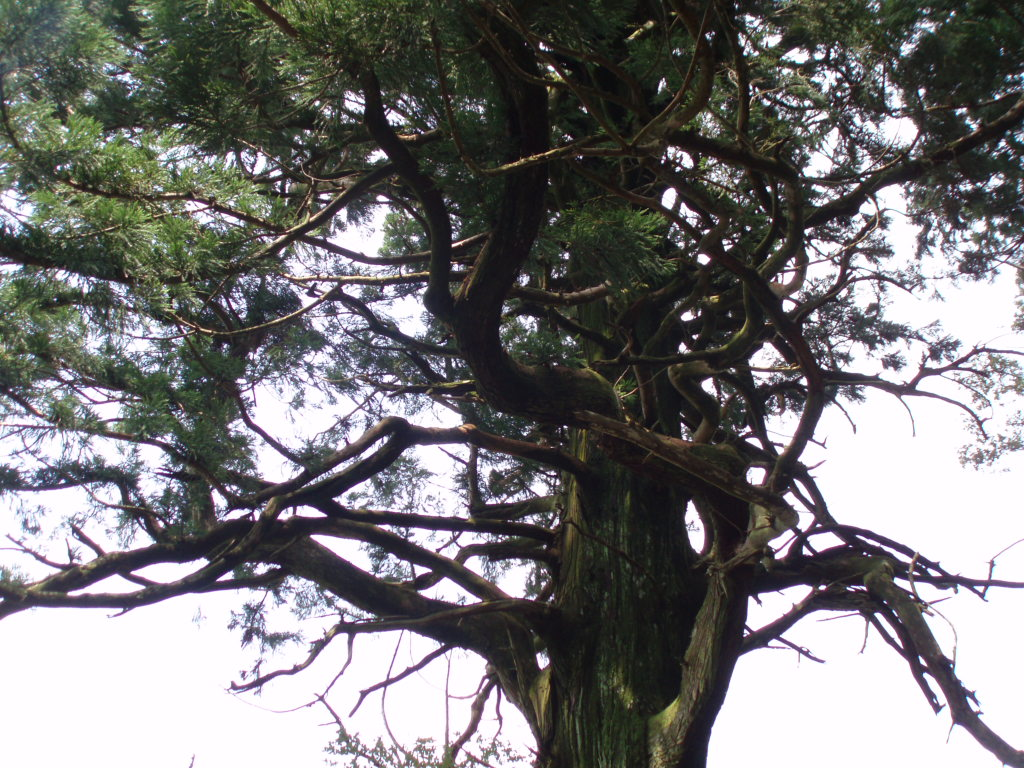
捻木ノ杉

潮見峠越えのルートと周囲の名所・旧跡・遺跡等を記述する。
万呂王子で、八上王子を経て富田川へ向かう岡道（中世のルート）と別れて左会津川右岸に沿ってさかのぼり、三栖の長尾坂から潮見峠越えが始まる。難波の人、林信章の参詣記『熊野詣紀行』（寛政10年〈1798年〉）に、（長尾坂に）「一里塚、若山より廿一里」と記されている ように、近世の幹線であった潮見峠越えには、紀州藩が設置した一里塚があった。
一面のミカン畑に民家が散在するのを見つつ坂を上ると、眺望が開けてゆき、田辺市街や田辺湾だけでなく、白浜温泉も見えてくる。やがて、水呑峠（みずのみとうげ、水ヶ峠 とも）にたどり着く。水呑峠は地名の通り水に恵まれており、休息の適所である。水呑峠からはほぼ平坦な道になり、捻木峠を通過し、槇山の山腹を巻きつつ、無線中継所に通じる舗装林道を横切って潮見峠に着く。潮見の名の通り、海の眺望に優れた場所である。峠から東北に向かい、地道がわずかに残った広野坂を下る。広野坂を除けばほとんどが林道で、小皆（こかい、田辺市中辺路町）集落を通り抜けて鍛冶屋川口（かじやかわぐち）に出る。鍛冶屋川口は国道311号と国道371号の交差点で、ここから参詣道は富田川右岸を通っていたというが、国道に消されている。栗栖川（くりすがわ、田辺市中辺路町）近くで川を渡り、高原熊野神社のある高原まで坂道を登ると、中世以来の参詣道に合流する。
長尾坂の一里塚
前述のように長尾坂には紀州藩の設けた一里塚があり、玉川玄竜の参詣記『熊野巡覧記』（寛政6年〈1794年〉） によれば、この他に捻木潮見峠間（二二里）、小皆（二三里）の2つの一里塚があったという。長尾坂の一里塚に植えられた松は大木になっていて、旅人の休息場所となっていた。しかし、1875年（明治8年）になって刈り取られ、その後も20年近く大きな根が残っていたが、江川の漁師が焚火漁のための松明にするといって掘り取っていったという。
捩木峠
捩木峠（ねじきとうげ、捻木峠とも）には樹齢400年ともいわれる 枝が異様にねじ曲がった杉の木があり、捻木ノ杉と呼ばれており、根元には役行者像が祀られている。この杉の木は、安珍・清姫伝説にまつわるものと伝えられ、自分を捨てて逃げる男の姿を見て、悔しさのあまり木をねじ曲げたために、このような姿になったのだという。しかし、ねじ曲がった姿は突然変異によるもので、樹木には珍しいものではない。捻木ノ杉は田辺市指定天然記念物（1978年〈昭和53年〉10月13日指定）。
潮見峠
潮見峠（しおみとうげ）について前出の『熊野巡覧記』は
と記しており、田辺から来ると海を見る最後の場所（「名残の潮見」）になり、本宮から来ると初めて海を見る場所（「初潮見」）になると伝え、海の景観美をたたえている。2軒あったと記されている茶屋の跡と見られる広い屋敷跡が残されており、「しほみ屋」という茶屋が大正終わりから昭和初め頃まで続いていたという証言がある。植林により眺望がきかない時期が続いたが、所有者の配慮により2000年前後に刈り払われて海への眺望が復活した。そのほか、秀吉の紀州攻めの古戦場であることを顕彰する「史跡潮見峠」と刻銘した石碑がある。

## 文化財
- 長尾坂 - 国の史跡「熊野参詣道」の一部（2015年〈平成27年〉10月7日、追加指定）[1]。田辺市長野にある潮見峠の北側の出入口で、水呑峠まで続く長さ約16町の険峻な坂で、一部には石畳が残されている。
- 捻木ノ杉 - 田辺市指定天然記念物（前述、1978年〈昭和53年〉10月13日指定）[1]。

## 注
1. 1 2 3 4  “田辺市の指定文化財一覧表”.   田辺市教育委員会. 2016年5月20日閲覧。
2. ↑  小山[2000: 144]
3. 1 2 3 4  小山[2000: 163]
4. ↑  小山[2000: 113]
5. ↑  小山[2000: 111-113]
6. 1 2  杉中[1998: 33]
7. 1 2 3  小山[2004: 142]
8. ↑  和歌山県教育委員会[1979: 28→2005:42]
9. ↑  小山[2000: 164]
10. 1 2  「角川日本地名大辞典」編纂委員会[1985: 508]
11. ↑  熊野路編さん委員会[1973: 192-193][1991: 127]
12. ↑  杉中[1998: 120-122]
13. 1 2  杉中[1998: 128-130]
14. ↑  杉中[1998: 31-32]
15. ↑  杉中[1998: 31]
16. 1 2  小山[2000: 162]
17. ↑  宇江[2004a: 132]
18. ↑  以下、小山[2000: 161-163]、宇江[2004a: 132-135][2004b: 107]等による
19. 1 2  杉中[1998: 140]
20. ↑  翻刻本あり。玉川玄竜、紀南文化財研究会編、1976、『熊野巡覧記』、紀南文化財研究会（紀南郷土叢書8）
21. ↑  杉中[1998: 128-129]
22. ↑  杉中[1998: 139-140]
23. 1 2  宇江[2004a: 133]
24. 1 2 3  宇江[2004a: 134]

## 文献
- 宇江敏勝、2004a、『熊野古道を歩く』、山と渓谷 ISBN 4635600335
- —、2004b、『世界遺産熊野古道』、新宿書房 ISBN 4880083216
- 「角川日本地名大辞典」編纂委員会（編）、1985、『和歌山県』、角川書店〈角川日本地名大辞典30〉 ISBN 404001300X
- 熊野路編さん委員会、1973、『古道と王子社 - 熊野中辺路』、熊野中辺路刊行会〈くまの文庫4〉
- —、1991、『熊野中辺路 - 歴史と風土』、熊野中辺路刊行会〈くまの文庫別巻〉
- 小山 靖憲、2000、『熊野古道』、岩波書店〈岩波新書〉 ISBN 4004306655
- —、2004、『世界遺産吉野・高野・熊野をゆく - 霊場と参詣の道』、朝日新聞社〈朝日選書〉 ISBN 4022598581
- 杉中 浩一郎、1998、『熊野の民俗と歴史』、清文堂
- 服部 英雄・磯村 幸男（編）、2005、『近畿地方の歴史の道3 - 和歌山』、海路書院〈歴史の道 調査報告書成〉 ISBN 490279635X
- 和歌山県教育委員会、1979、『「熊野参詣道とその周辺」』、和歌山県教育委員会〈歴史の道調査報告書I〉 → 服部・磯村[2005: 5-118]